# خير أباد (زاز الشرقي)
خیر أباد (بالفارسية: خیرآباد) هي منطقة سكنية تقع في إيران في قسم زاز الشرقي الریفي. يقدر عدد سكانها بـ 31 نسمة .